# Springer spaniel inglese
Lo springer spaniel inglese è una razza canina di antica origine inglese. È un cane molto abile nell'acqua. Il suo modo di seguire le emanazioni della selvaggina “saltando“ (da cui viene il nome “springer" - molleggiato). Il suo modo di caccia non prevede la ferma ma scovare la selvaggina e forzarla a palesarsi, senza fermarla. Sotto questo aspetto, tutti gli spaniel sono "springer", ma questa definizione venne usata per definire il ceppo che è il capostipite di questa famiglia.

## Storia
La storia moderna dello springer può essere tracciata fino al 1812, anno di nascita e registrazione di Mop I, presso la famiglia nobile dei Boughey, Aqualate, Shropshire. Ufficializzata solo nel relativamente recente 1902 dal Kennel Club Inglese, con il nome di English Springers other than Clumber, Sussex and Field.

## Aspetto

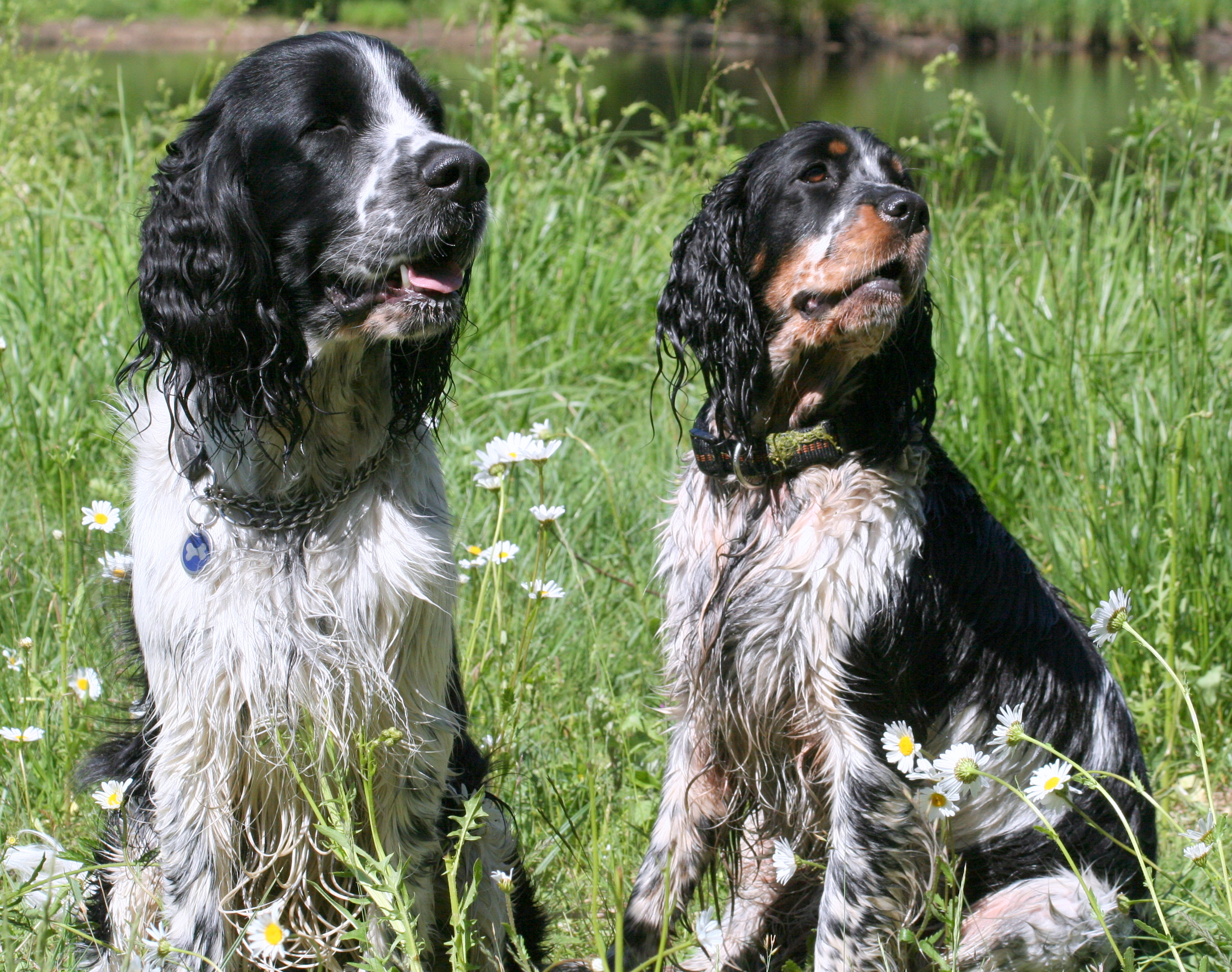
Springer Spaniel

L'aspetto generale è quello di un cane compatto, forte ed armonico. Tra gli spaniel di terra è quello con la maggiore altezza sulle gambe, si attesta attorno ai 51 cm di altezza ed oltre i 20 kg di peso. È un cane molto attivo, pertanto l'espressione è vivace ed attenta, al contempo mai priva di quella dolcezza che testimonia il suo grande equilibrio: lo si può ammirare col corpo vibrante e fremente mentre segue con avidità la selvaggina o tranquillo e mai invadente nel salotto di casa.
La testa presenta un cranio abbastanza largo, leggermente arrotondato, che si allarga verso la parte anteriore del muso, formando un sopracciglio o uno stop, divisi da una scanalatura tra gli occhi. Questi hanno un'espressione dolce; sono a mandorla di colore nocciola scuro. Le orecchie sono pendenti, inserite all'altezza della linea dell'occhio, e piuttosto attaccate al cranio.
La muscolatura è ben sviluppata e tonica, tale da assicurare al cane forza, resistenza ed agilità. Gli arti sono forti, ben uniti e muscolosi. L'andatura è senz'altro peculiare: le zampe anteriori scivolano in modo rettilineo dalla spalla, i piedi sono proiettati in avanti in modo del tutto naturale. I garretti spingono bene sotto il corpo, seguendo la linea delle zampe anteriori. Al passo molti springer ambiano, il che non è difetto, ma tipico della razza. Durante il movimento la coda con scodinzolio vivace è portata bassa e mai sopra la linea della schiena.
Il manto può essere di tutti i colori previsti per gli spaniel, ma non unicolore. Sono preferiti il bianco e marrone (fegato) oppure il bianco e nero, o questi con le focature. Il pelo è liscio od ondulato, con graziose frange ad orecchie ed arti, molto folto e quindi parzialmente idrorepellente, comunque idoneo per proteggere dalla vegetazione, dalle intemperie e dal freddo (temendo però il caldo).
Sotto questa dizione, e quindi dotata del pedigree di questa razza, è registrata tutta quella variegata schiatta degli ufficiosamente cosiddetti "field-bred ESS" (da noi conosciuti quali "springer da lavoro"): soggetti e/o linee di sangue selezionate esclusivamente in base alle loro qualità operative, ma il cui disomogeneo aspetto morfologico poco o punto si adatta allo standard di questa stessa razza. In generale si tratta di soggetti più piccoli, più lunghi, con poco pelo, con orecchie più corte ed attaccate alte, musi più appuntiti, dall'espressione poco dolce, ma di maggior vivacità (e selezionati in particolare per ben figurare sulle gare, grazie alla loro azione ed andatura spettacolari).
Esiste infine una tipologia statunitense "da show", di taglia leggermente più ridotta, orecchie più lunghe ed attaccate più in basso, compatta nel tronco e dal mantello "sellato", con maggior profusione di frange, linea dorsale rampante, posteriore fuori di sé e spalla più dritta, la quale ha uno standard proprio riconosciuto dall'AKC ma, al pari della precedente, non ufficialmente riconosciuta dall'FCI, per la quale l'unico riferimento alla razza rimane appunto lo standard FCI nr. 125.

## Carattere
Conosciuto come il "confratello" del cocker spaniel per la sua buona disposizione, ha un carattere molto allegro e fraternizza facilmente con gli estranei. Sua caratteristica è quella di non conoscere la mordacità. Ha una buona predisposizione all'addestramento ed è conosciuto per la versatilità, trovando peraltro nei recessi coperti, folti, intricati e/o allagati, zone che esaltano la sua passione, la massima peculiarità di impiego.